# Silene peduncularis
Silene peduncularis är en nejlikväxtart som beskrevs av Pierre Edmond Boissier. Silene peduncularis ingår i släktet glimmar, och familjen nejlikväxter. Inga underarter finns listade i Catalogue of Life.